# 아라곤의 페드로 2세

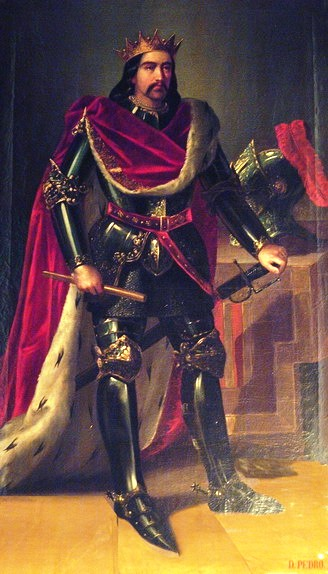
페로 2세

페로 2세(아라곤어: Pero II)는 아라곤 왕국의 국왕이자 바르셀로나 백작이다. 별명은 카톨릭왕(아라곤어: o Catolico)이다.